# Sci alpino ai IV Giochi olimpici invernali - Combinata femminile
Tra le competizioni dello sci alpino ai IV Giochi olimpici invernali di Garmisch-Partenkirchen 1936 si disputò la combinata femminile.
La prova di discesa libera si disputò sulla Kandahar il 7 febbraio. Il giorno seguente, 8 febbraio, si tenne la prova di slalom sulla Gudiberg.
Vinse la tedesca Christl Cranz (medaglia d'oro), davanti alla compagna di squadra Käthe Grasegger (medaglia d'argento) e alla norvegese Laila Schou Nilsen (medaglia di bronzo).

## Atlete iscritte
| Europa (32)                                                     | Europa (32)                                                  | Europa (32)                                                    |
| --------------------------------------------------------------- | ------------------------------------------------------------ | -------------------------------------------------------------- |
| - Austria (4) - Cecoslovacchia (3) - Estonia (1) - Germania (4) | - Italia (4) - Lettonia (1) - Norvegia (4) - Paesi Bassi (1) | - Gran Bretagna (4) - Spagna (2) - Svizzera (3) - Ungheria (1) |
| America (8)                                                     |                                                              |                                                                |
| - Canada (4) - Stati Uniti (4)                                  |                                                              |                                                                |

## Classifica
| Pos. | Atleta                 | Nazione        | Discesa | Discesa | Slalom    | Slalom    | Slalom | Media Punti |
| Pos. | Atleta                 | Nazione        | Tempo   | Punti   | 1a Manche | 2a Manche | Punti  | Media Punti |
| ---- | ---------------------- | -------------- | ------- | ------- | --------- | --------- | ------ | ----------- |
|      | Christl Cranz          | Germania       | 5:23.4  | 94.12   | 1:12,0    | 1:10,1    | 100.00 | 97.06       |
|      | Käthe Grasegger        | Germania       | 5:11,0  | 97.88   | 1:16,0    | 1:17,4    | 92.63  | 95.26       |
|      | Laila Schou Nilsen     | Norvegia       | 5:04,4  | 100.00  | 1:26,1    | 1:17,3    | 86.96  | 93.48       |
| 4    | Erna Steuri            | Svizzera       | 5:20,4  | 95.01   | 1:17.2    | 1:21.2    | 89.71  | 92.36       |
| 5    | Hady Pfeiffer          | Germania       | 5:21,6  | 94.65   | 1:20.8    | 1:18.8    | 89.04  | 91.85       |
| 6    | Lisa Resch             | Germania       | 5:08.4  | 98.70   | 1:37.5    | 1:22.9    | 78.77  | 88.74       |
| 7    | Johanne Dybwad         | Norvegia       | 5:32.0  | 91.69   | 1:26.5    | 1:30.9    | 80.10  | 85.90       |
| 8    | Jeanette Kessler       | Gran Bretagna  | 6:05.4  | 83.31   | 1:25.7    | 1:22.2    | 84.63  | 83.97       |
| 9    | Evie Pinching          | Gran Bretagna  | 5:27.2  | 93.03   | 1:40.4    | 1:38.8    | 71.34  | 82.19       |
| 10   | Marcelle Bühler        | Svizzera       | 5:51.6  | 86.58   | 1:45.1    | 1:34.6    | 71.16  | 78.87       |
| 11   | Nora Strømstad         | Norvegia       | 5:57.4  | 85.17   | 1:34.2    | 1:51.1    | 69.22  | 77.20       |
| 12   | Frida Clara            | Italia         | 6:16.8  | 80.79   | 1:38.1    | 1:35.1    | 73.55  | 77.17       |
| 13   | Grete Nissl            | Austria        | 6:12.8  | 81.65   | 1:38.5    | 1:38.7    | 72.06  | 76.86       |
| 14   | Gratia Van Der Oye     | Paesi Bassi    | 6:09.8  | 82.31   | 1:26.5    | 1:56.9    | 69.86  | 76.09       |
| 15   | Lois Butler            | Canada         | 6:20.0  | 80.11   | 1:54.4    | 1:45.9    | 64.50  | 72.31       |
| 16   | Paula Wiesinger        | Italia         | 5:55.2  | 85.70   | 1:54.4    | 2:07.8    | 58.67  | 72.19       |
| 17   | Hertha Rosmini         | Austria        | 6:40.8  | 75.95   | 1:49.2    | 1:48.0    | 65.42  | 70,69       |
| 18   | Grete Weikert          | Austria        | 6:47.0  | 74,79   | 1:41.9    | 1:52.9    | 66,15  | 70,47       |
| 19   | Elizabeth Woolsey      | Stati Uniti    | 6:12.8  | 81,65   | 2:00.8    | 2:09.3    | 56,82  | 69,24       |
| 20   | Käthe Lettner          | Austria        | 7:02.4  | 72,06   | 1:43.4    | 1:52.9    | 65,70  | 68,88       |
| 21   | Helen Boughton-Leigh   | Stati Uniti    | 7:17.4  | 69,59   | 1:46.7    | 1:50.8    | 65,33  | 67,46       |
| 22   | Růžena Beinhauerová    | Cecoslovacchia | 6:54.6  | 73,42   | 2:03.3    | 1:55.5    | 59,51  | 66,47       |
| 23   | Birnie Duthie          | Gran Bretagna  | 6:37.2  | 76,64   | 2:06.2    | 2:09.3    | 55,62  | 66,13       |
| 24   | Nives Dei Rossi        | Italia         | 7:03.2  | 71,93   | 1:51.8    | 2:04.3    | 60,19  | 66,06       |
| 25   | Helen Blane            | Gran Bretagna  | 7:26.4  | 68,19   | 1:59.9    | 1:51.2    | 61,49  | 64,84       |
| 26   | Karin Peckert-Forsmann | Estonia        | 7:58.4  | 63,63   | 2:00.4    | 1:52.6    | 60,99  | 62,31       |
| 27   | Clarita Heath          | Stati Uniti    | 7:39.2  | 66,29   | 2:25.4    | 2:00.3    | 53,48  | 59,89       |
| 28   | Marion Miller          | Canada         | 7:30.4  | 67,58   | 2:24.7    | 2:28.7    | 48,43  | 58,01       |
| 29   | Diana Gordon-Lennox    | Canada         | 8:03.8  | 62,92   | 2:26.2    | 2:04.8    | 52,44  | 57,68       |
|      | Hilda Walterová        | Cecoslovacchia | 6:17.8  | 80.57   | 2:45.1    | DNF       |        |             |
|      | Edwina Chamier         | Canada         | 7:21.0  | 69.02   | 2:30.1    | DNF       |        |             |
|      | Isaline Crivelli       | Italia         | 7:24.4  | 68.50   | 2:04.0    | DNF       |        |             |
|      | Mary Bird              | Stati Uniti    | 8:32.4  | 59.41   | 2:38.9    | DNF       |        |             |
|      | Truda Möhwaldová       | Cecoslovacchia | 8:46.8  | 57.78   | 2:55.5    | DNF       |        |             |
|      | Margot Moles           | Spagna         | 10:52.4 | 46.66   | 2:50.1    | DNF       |        |             |
|      | Mirdza Mārtinsons      | Lettonia       | 15:21.6 | 33.03   | 3:08.3    | DNF       |        |             |
|      | Ernestina Baenza       | Spagna         | 18:51.4 | 26.90   | DNS       |           |        |             |
|      | Anny Rüegg             | Svizzera       | DNS     |         |           |           |        |             |
|      | Mariann Szapáry        | Ungheria       | DNS     |         |           |           |        |             |
|      | Eli Petersen           | Norvegia       | DNS     |         |           |           |        |             |